# Biegaczewicz
Biegaczewicz (Poraj odmiana Biegaczewicz) – polski herb szlachecki, odmiana herbu Poraj.

## Opis herbu
Opis zgodnie z klasycznymi regułami blazonowania:
W polu srebrnym, nad różą czerwoną, gwiazda złota.
W klejnocie nad hełmem w koronie taka sama róża.

## Najwcześniejsze wzmianki
Panegiryk z XVIII wieku.

## Herbowni
Biegaczewicz.